# Parque Colúmbia

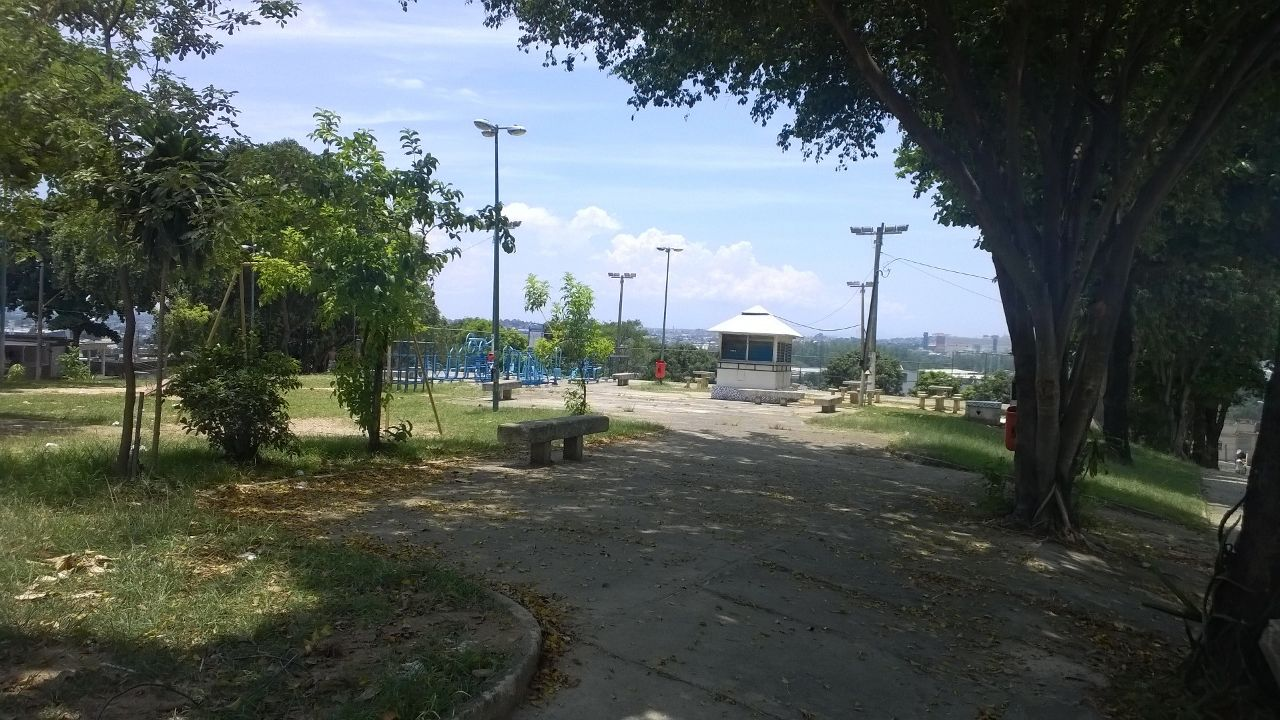
Plaça Somália (abans de l'obra de revitalització)

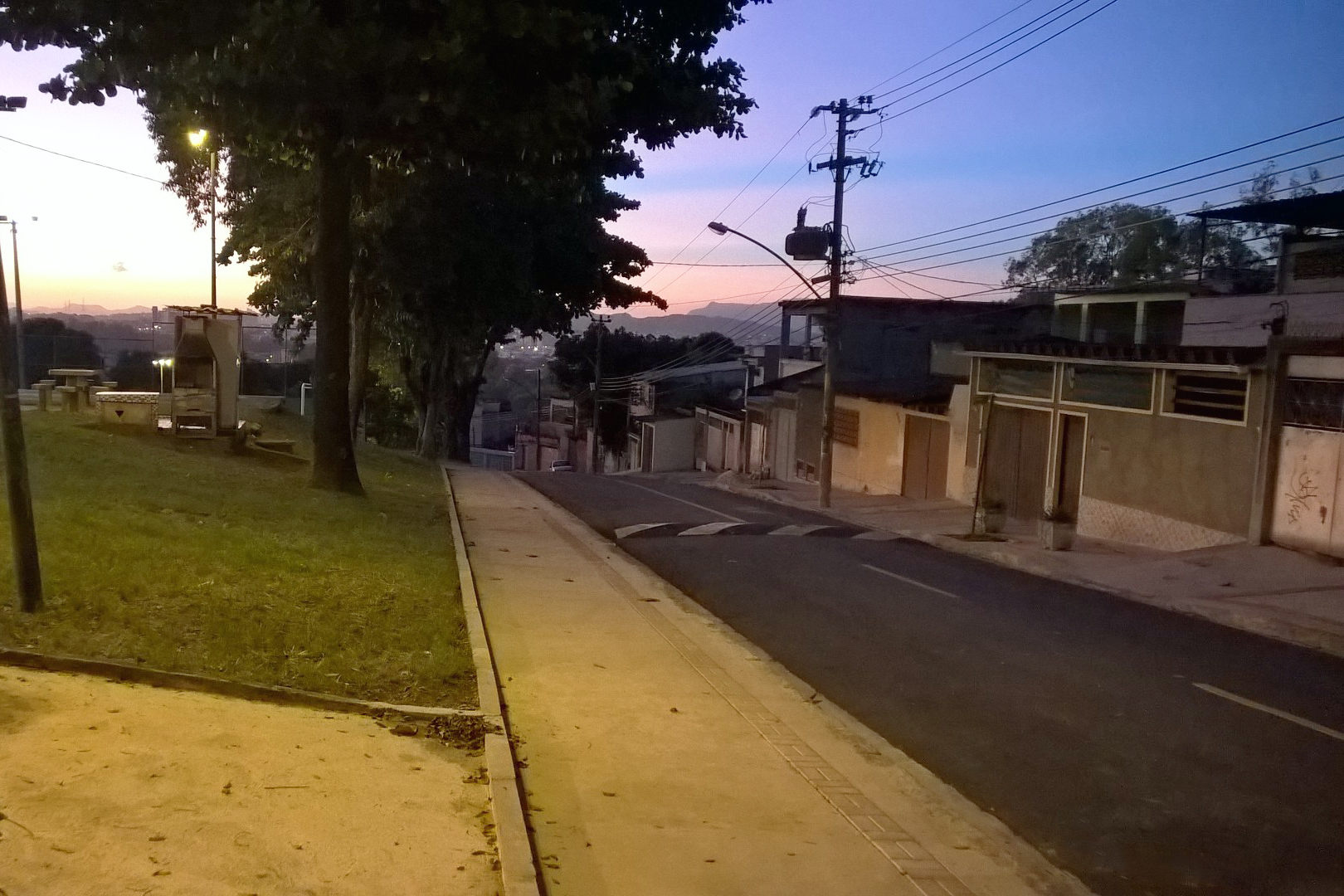
Carrer Alfonso Ortiz Llevat

Parque Colúmbia és un barri de la Zona Nord del municipi de Rio de Janeiro. Té pocs serveis i comerç.
A causa de la seva proximitat amb la Carretera President Dutra, diverses empreses de transports van escollir localitzar-se en el barri, sent normal veure camions obstruint calçades o estacionats en el carrer.
Malgrat de ser un barri independent des de 1999, és normal fins avui ser confós com a part de Pavuna.
Per haver estat analitzat junt amb el barri i la favela d'Acari, el seu IDH, l'any 2000, era de 0,720, sent el 124 i avant-penúltim del municipi de Rio.

## Localització
El barri de Parque Colúmbia forma part de la regió administrativa de Pavuna. Els barris integrants de la regió administrativa són: Acari, Barros Filho, Coelho Neto, Costa Barros, Parque Colúmbia i Pavuna.

## Història
Al voltant de 1950, poques persones estaven instal·lades a la regió. En aquesta època, la Urbanització era escassa, no hi havia subministrament d'energia elèctrica ni d'aigua potable. El carrer Embaú, actual carrer principal, encara no havia estat pavimentada. El paisatge era compost de molts cocoters i molts terrenys estaven coberts per bush. En aquest període, la pesca de peix i gambes en el Riu Acari era la principal activitat econòmica de les famílies de la zona.
En el riu Acari, que voreja el barri, era possible trobar gambes i fins i tot peixos, que eren el sustent per a les poques famílies que aquí vivien.
1956 - El Projecte de Arruamento i Loteamento Mixto, Proletário i Industrial, a 229 metres de la carretera President Dutra, entre el riu Acari i el carrer Embaú, suposa l'obertura de 7 carrers. El projecte va ser implantat en la propietat de l'empresa “Ferrometais Colombo Comércio e Indústria S.A., per això el nom “Parque Colúmbia”.
1960 - El projecte d'urbanització popular (PAL 23173) en el costat senar del carrer Embau, en la propietat de l'empresa “Mercúrio Engenharia Urbanização e Comércio Ltda”, dona origen a 7 carrers i a la Plaça Somália.
El barri va ser creat oficialment per la Llei Nº 1787 el 23 d'abril de 1999 amb l'alteració del barri de Pavuna.

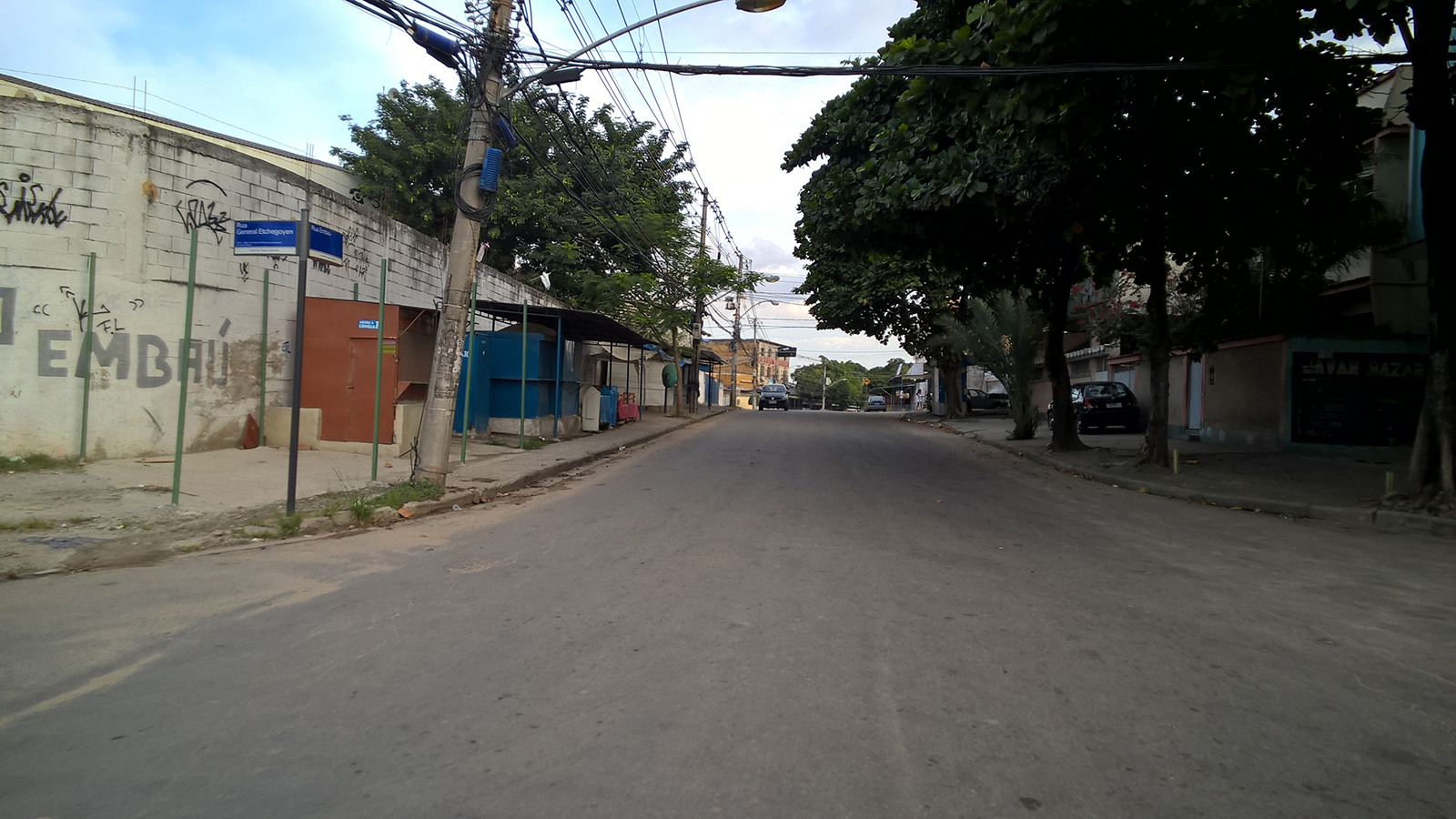
Carrer Embaú, el principal carrer del barri

El barri acull el projecte Viva vôlei creat per la confederació brasilera de vòlei i el seu objectiu és educar i socialitzar nens i nenes de 7 a 14 anys a través de l'esport.
Acull també el Centro de Ópera Popular de Acari que ofereix als habitants del Parque Colúmbia, Acari i adjacents tallers de ballet clàssic, música, fotografia i la Casa de Lectura – una biblioteca comunitària que ofereix tallers d'incentiu la lectura, visites biennals, saló del llibre i altres activitats). El centre atén més de 2.200 nens, joves i adults de dimarts a dissabte, actualment aquest projecte es troba tancat per falta de patrocini.